# Władysław Zawadzki (pisarz)
Władysław Wincenty Zawadzki (ur. 21 stycznia 1824 w Hajworonce (Podole), zm. 10 stycznia 1891 we Lwowie) – polski pisarz i publicysta.

## Życiorys
Najstarszy syn dzierżawcy dóbr Hajworonka (późniejszego właściciela dóbr Iwanówka Trembowelska) Marcina Zawadzkiego i Joanny ze Zbrożków. Ukończył studia na Uniwersytecie Lwowskim i w akademii rolniczej w Magyaróvar na Węgrzech. Był dziedzicem niewielkiego majątku. Mając 21 lat wydał swą pierwszą powieść „Dwa światy”. Poślubił Anielę Zimmermann, pisarkę dla dzieci, która redagowała „Przyjaciela Dzieci”. W 1848, biorąc czynny udział w życiu politycznym, pojechał na Zjazd Słowiański do Pragi jako członek Soboru Ruskiego.
Z początku Zawadzki dzielił czas pomiędzy pracą na majątku a pracą literacką., jednak nie udało mu się połączyć jednego z drugim i w 1858 przeniósł się na stałe do Lwowa, poświęcając się wyłącznie pisaniu. Zrezygnował z niezbyt wysoko cenionej twórczości własnej, i na łamach czasopism zamieszczał coraz więcej recenzji literackich i teatralnych, oraz prac popularnonaukowych. To mu przysporzyło uznania i został wciągnięty w centrum życia literackiego Lwowa.
Pod koniec lat siedemdziesiątych Zawadzki stracił wzrok. Z roku na rok publikował coraz mniej i umarł nieomal zapomniany.
Z prac literackich, które pozostawił Zawadzki, najcenniejsza jest „Literatura Galicji 1772-1848”. Jest to jedno z ważniejszych źródeł informacji o literaturze tego okresu.
Wiele utworów ogłosił w czasopismach galicyjskich, wydał: „Dwa światy” (1845, powieść), „Stanisław Staszic” (1860), „Ludwik Nabielak” (1886), „Literatura w Galicji, 1772–1848” (1878, główne jego dzieło), „Dziennikarstwo w Galicji” (1878).